# Gerd Gigerenzer
Gerd Gigerenzer (ur. 3 września 1947 w Wallersdorf) – niemiecki psycholog poznawczy i historyk statystyki.

## Wczesne życie i wykształcenie
Studiował psychologię; zrealizował doktorat oraz habilitację na Uniwersytecie Ludwika i Maksymiliana w Monachium (Magister, 1974; Doktor, 1977; Habilitation, 1982).
W czasie studiów dorabiał grając jazz na banjo jako członek zespołu Munich Beefeaters Dixieland Band, który wykonał muzykę w reklamie Volkswagena Golfa z 1974 roku.

## Kariera
Był wykładowcą Uniwersytetu w Konstancji (1984–1990), Uniwersytetu w Salzburgu (1990–1992) i Uniwersytetu Chicagowskiego (1992–1995).
Następnie związany z instytutami Towarzystwa Maxa Plancka – jako dyrektor Instytutu Badań Psychologicznych w Monachium (1995–1997), i dyrektor Instytutu Rozwoju Człowieka w Berlinie (1997–2017). Był w tym czasie także m.in. honorowym wykładowcą Wolnego Uniwersytetu Berlińskiego, Uniwersytetu Humboldtów w Berlinie i wizytującym wykładowcą w Instytucie Isaaca Newtona na University of Cambridge (2016–2017). W 2021 jest dyrektorem emerytowanym Instytutu Rozwoju Człowieka, pozostaje także dyrektorem Harding Center for Risk Literacy w Berlinie (od 2008) i honorowym wykładowcą Uniwersytetu Poczdamskiego (od 2020).
Jest członkiem m.in. Niemieckiej Akademii Przyrodników Leopoldina (od 2001), Berlińsko-Brandenburskiej Akademii Nauk, Cognitive Science Society, Amerykańskiej Akademii Sztuk i Nauk (od 2016), Amerykańskiego Towarzystwa Filozoficznego, i Europejskiej Rady ds. Badań Naukowych (w kadencji 2020–2024).
Należy m.in. do redakcji czasopism „Decision”, „International Journal of Psychology”, „Journal of Behavioral Decision Making”, „Psychological Inquiry”, i „Mind & Society”.

### Praca naukowa
Zajmuje się psychologią poznawczą, teorią decyzji i metodologią nauk, w szczególności historią statystyki, heurystykami, i komunikacją prawdopodobieństwa i ryzyka. W pierwszych publikacjach naukowych podejmował temat stosowania modeli matematycznych w psychologii.

#### Historia statystyki
Zainspirowany lekturą The Emergence of Probability Iana Hackinga zaangażował się w prace nad historią statystyki; według opracowania Ślebody, „[jego] wkład w rozwój tej dziedziny jest najbardziej znaczący”. Opublikował szczegółowe omówienia historycznego tła rozwoju i interpretacji teorii prawdopodobieństwa i statystyki, m.in. w książce The Empire of Chance (ze współautorami). Przedstawił np. krytyczną charakterystykę procedur wnioskowania częstościowego, czy dyskusję mocy statystycznej publikacji naukowych nawiązującą do prac J. Cohena.

#### Heurystyki i intuicje, oraz krytyka ekonomii behawioralnej
Od przełomu lat 1980 i 1990 publikował liczne, żywiołowe polemiki z pracami Daniela Kahnemana i Amosa Tversky’ego o heurystykach i błędach poznawczych. Według relacji m.in. „The Guardian” z 2014, Gigerenzer był najpoważniejszym, najbardziej wytrwałym krytykiem tych badaczy – co stwierdził w książce Pułapki myślenia także sam Kahneman, choć wspomniał o tym tylko w przypisie. Jak podaje Śleboda, od 1997 Gerd skupia się głównie rozwijaniu w ramach psychologii poznawczej własnych modeli racjonalności ekologicznej (in. adaptacyjnej), w nawiązaniu do koncepcji „ograniczonej racjonalności” Simona. Bada skuteczność i przystosowawczy charakter heurystyk. Opisał wybrane z nich jako „szybkie i oszczędne” reguły decyzyjne, które mają stanowić niedoskonałe, ale praktyczne i przystosowawcze części umysłowego „przybornika narzędziowego”. Bronił ich obok intuicji – jako doraźnie przydatnych i skutecznych poznawczych „skrótów” w warunkach niedoboru lub nadmiaru informacji. W pracy z 2009 zaproponował powiązanie efektywność heurystyk z kompromisem między obciążeniem a wariancją – mają bowiem stanowić wadliwe i uproszczone, ale za to nie „nadwrażliwe” mentalne modele sytuacji.
Gigerenzer opowiada się za wzajemnym wspomaganiem „instynktu” i edukacji oraz wiedzy statystycznej, i stosowaniem obu w odpowiednich dla nich kontekstach. Odróżnia to podejście od „myślenia szybkiego i wolnego” opisanego przez Kahnemana. Twierdzi, że inaczej niż ten badacz, nie deprecjonuje heurystyk (ani ich użytkowników), a przeciwnie – kładzie nacisk na wartość świadomego i celowego używania ich do stosownych celów. Jak pisze, „moja teza nie polega na tym, że intuicja jest zawsze lepsza. Polega na tym, że potrzebujemy wielu narzędzi”.
Według opisów Rutkiewicza, Tarnowskiego, czy Makowskiego, w tym podejściu błędy poznawcze nie muszą wynikać z niedbałości lub niewiedzy – porażki „kompromisu między trafnością a wysiłkiem” – ale mogą być skutkiem działania sytuacyjnie racjonalnych mechanizmów w mylącej sytuacji. „Szybkie i oszczędne” heurystyki nie są u ludzi wadą lub środkiem zastępczym, ale podstawowym. Intuicje i heurystyki są traktowane jako sprawne ewolucyjnie narzędzia do podejmowania decyzji w warunkach braku informacji. Przykładem, przy którym jednoznacznie właściwe jest odwołanie do statystyki, a nie intuicji, są zdaniem Gigerenzera gry hazardowe, ze znanymi, dobrze określonymi prawdopodobieństwami. Uważa, że inaczej jest np. na rynkach finansowych, w których pokładanie pełnej wiary w szczegółowe prognozy „graniczą z astrologią”.
Oceniał modele podejmowania decyzji z ekonomii behawioralnej (np. teorie oczekiwanej użyteczności czy perspektywy) jako nierealistyczne i niepotrzebnie normatywne – jego zdaniem, dokonując wyboru w warunkach niepewności ludzie mogą, i czasami powinni czy wręcz muszą, kierować się regułami jakościowymi, a nie ilościowymi. Był krytyczny wobec libertariańskiego paternalizmu i tzw. technik nudge – m.in. dlatego, że nie pomagają ludziom stawać się mądrzejszymi, co uznaje za sensowniejszy cel niż jednorazową zmianę zachowania. Popularyzował swoją perspektywę m.in. w książce Simple Heuristics That Make Us Smart (1999; pol. Zagadki heurystyk decyzyjnych…). W książce Risk Savvy (2014), Gigerenzer opisał szereg reguł uproszczonego wnioskowania, które jego zdaniem są przydatne w życiu codziennym czy biznesie.
Jak relacjonuje np. Lewis, opierając się na wspomnieniach i archiwalnych listach z początku lat dziewięćdziesiątych, Kahneman i Tversky od początku sporu uważali, że krytyka Gerda jest krzywdząca i niesprawiedliwa. Ich prace uwzględniały, według nich, wszystkie odpowiedzi i zastrzeżenia, których brak zarzucał im Gigerenzer. Zgadzali się, że ich oponent zdobywa niezasłużony poklask atakując niesłusznie przypisane im pozycje – przy czym Daniel był nastawiony polubownie, a Amosowi zależało na ostrej reakcji. Drugi uważał Gigerenzera za nieuczciwego intelektualnie prowokatora; „nie chciał dać mu tylko kontry, chciał go zniszczyć”. Intensywna praca nad replikami doprowadziła Kahnemana i Tversky’ego do kłótni, i niemal do zerwania znajomości. Amos otrzymał niedługo później diagnozę zaawansowanego nowotworu, przez co ich niezgoda została zażegnana. W późniejszych latach także Thaler, broniąc ekonomii behawioralnej, stwierdził, że „Gigerenzer atakuje chochoły; moją heurystyką jest ignorowanie go”.
Według niektórych autorów, ekonomia behawioralna przyswoiła jednak część konstruktywnych komentarzy Gigerenzera. W ocenie np. Samuelsa i in., spór Gigerenzera z Kahnemanem i Tverskym był w dużej mierze retoryczny i personalny, a nie merytoryczny – zgadzali się bowiem co do większości kluczowych kwestii. Relacjonując kontekst debaty podają, że czytelnicy często czerpali z nurtu heurystyk i zniekształceń poznawczych „ponure implikacje” co do oceny rozsądku przeciętnych ludzi. Takim pesymistycznym interpretacjom rzucono wyzwanie z perspektywy ewolucyjnej, do której Samuels i in. zaliczają Gigerenzera. „Deprecjonowanie” intuicji przez Daniela i Amosa miało być jednak głównie retoryczne, podobnie jak przeciwne wizje heurystyk jako „eleganckich urządzeń” u Gerda. Zgodnie z tą relacją, fundamentalnie odkrycia obu zespołów uzupełniają się, a elementy prawdziwej, głębokiej niezgody między tymi badaczami są wysoce abstrakcyjne – to przede wszystkim wybór normatywnej interpretacji prawdopodobieństwa (obiektywnej i częstościowej, czy subiektywnej i bayesowskiej).

#### Komunikacja ryzyka
Gigerenzer podejmował również temat skutecznej komunikacji danych statystycznych, ryzyka i pojęć związanych z testami – szczególnie w kontekście medycznym. Według wniosków z jego badań, statystyki są lepiej rozumiane, gdy przedstawia się je jako bezwzględną częstość („coś zdarza się u 1 na 10 kobiet”), a nie klasyczną miarę w postaci procenta („ryzyko wynosi 10%”) czy ryzyko względne („o 50% częściej”). Ma to mieć wyjaśnienie ewolucyjne – w naturalnym środowisku człowieka informacje były spotykane jako konkretna obserwowalna częstość, a nie syntetyczne wskaźniki. Opisywał też błędy statystyczne popełniane przez lekarzy-praktyków, m.in. mylenie czułości i swoistości testu, oraz zaniedbywanie miarodajności, które mogą głęboko zmieniać interpretację wyników badań diagnostycznych.
Jest krytyczny wobec nadmiernie częstego korzystania z kosztownych i ryzykownych testów diagnostycznych, takich jak zdjęcia rentgenowskie i mammografia. Według niego, dane empiryczne nie zawsze sugerują uniwersalnie korzystny rachunek korzyści i zagrożeń związanych z takimi badaniami, i nie jest to dobrze komunikowane ani pacjentom, ani lekarzom. Proponował, aby przeciwdziałać złym interpretacjom ryzyka przy pomocy czytelnych diagramów i drzew decyzyjnych, opartych na częstości, a nie abstrakcyjnych wskaźnikach. Sam unikał niepotrzebnych badań diagnostycznych.
Poruszał też temat wpływu przerażających zagrożeń (ang. dread risks) na decyzje. Zgodnie z jego oszacowaniem, przez częstsze podróże samochodowe spowodowane lękiem wobec samolotów po zamachach z 11 września 2001, w wypadkach drogowych zginęło w USA ok. 1600 dodatkowych osób. Ma być to przykład kontekstu, w którym w ujęciu Gigerenzera, intuicja jest zawodna i powinna ustąpić statystycznej ocenie. Zabierał również głos na temat oceny ryzyka w czasie pandemii COVID-19. W tekście z marca 2020 przestrzegał przed przesadzonymi reakcjami na rozprzestrzenianie się infekcji, oraz przypominał o wysokiej śmiertelności takich chorób jak malaria, do której ludzie są przyzwyczajeni. Stwierdził przy tym, że „tylko z perspektywy czasu będziemy wiedzieć, czy zareagowaliśmy zbyt mocno czy zbyt słabo”. Według krytycznych komentarzy psychologów takich jak Vazire, Yarkoni czy Ritchie, esej Gigerenzera był w pełnej wymowie jednak przedwcześnie optymistyczny i umniejszający powagę zagrożenia. W późniejszych wypowiedziach poruszał też temat łagodzenia lęku przed szczepieniami na tę chorobę, a techniki komunikacji jakie promuje w Harding Center były przywoływane jako potencjalne metody radzenia sobie z takimi obawami.

### Wyróżnienia
Odebrał m.in. nagrody American Association for the Advancement of Science (1991), Deutscher Psychologie Preis (2011), Communicator-Preis od Deutsche Forschungsgemeinschaft (2011) i Allais Memorial Prize in Behavioral Sciences (2019).
Otrzymał doktoraty honoris causa od Uniwersytetu w Bazylei (2007) i Open Universiteit Nederland (2009).

## Życie prywatne
Od 1985 jest żonaty z Lorraine Daston, dyrektorką Instytutu Historii Nauki Towarzystwa Maxa Plancka. Poznali się ok. 1982 w trakcie projektu badawczego na temat historii statystyki, z udziałem Iana Hackinga, na który przyjechała jako dr historii nauki z Uniwersytetu Harvarda. Mają córkę. Jak wspominają, łączenie życia rodzinnego i kariery naukowej, z częstymi przenosinami między USA a Niemcami, wymagało od nich wiele współpracy i elastyczności, dopóki nie osiedli w Berlinie.
Jak podaje, posługuje się swoimi teoriami w życiu prywatnym. Zamawiając jedzenie w restauracji nie czyta menu, lecz prosi o to, co obsługa zamówiłaby dla siebie. Ulokował własne oszczędności kierując się zasadą „które firmy kojarzy z nazwy”, co jak mówi „było jedną z najbardziej lukratywnych decyzji jakie podjął”. Jak zwraca uwagę, nawet Markowitz, pionier współczesnej teorii portfolio, nie zarządzał swoimi inwestycjami emerytalnymi według dokładnych zaleceń własnego modelu, ale posługiwał się prostą, intuicyjną metodą dywersyfikacji – dzieląc pieniądze równo na wiele różnych aktywów.

## Publikacje

### Książki
- Cognition as intuitive statistics (1987), z Davidem Murrayem
- The Empire of Chance: How Probability Changed Science and Everyday Life (1989)
- Simple Heuristics That Make Us Smart (1999)
  - wydana w j. polskim jako Zagadki heurystyk decyzyjnych. Poznaj proste reguły, które pomagają podejmować roztropne decyzje (2018)
- Bounded Rationality: The Adaptive Toolbox (2001), z Reinhardem Seltenem
- Reckoning with Risk: Learning to Live with Uncertainty (2002)
- Gut Feelings: The Intelligence of the Unconscious (2007)
  - wydana w j. polskim jako Intuicja. Inteligencja nieświadomości (2009)
- Rationality for Mortals (2008)
- Heuristics: The Foundation of Adaptive Behavior (2011), z Ralphem Hertwigem i Torstenem Pachurem
- Risk Savvy: How to Make Good Decisions (2014)
- Simply Rational: Decision Making in the Real World (2015)
- Klick (2021)